# کنفیلد، شهرستان برکستن، ویرجینیای غربی
کنفیلد (به انگلیسی: Canfield) یک منطقهٔ مسکونی در ایالات متحده آمریکا است که در شهرستان برکستون، ویرجینیای غربی واقع شده‌است.